# Karnit Flug
Karnit Flug (hebreo: קרנית פלוג, nacida el 9 de enero de 1955) es una economista israelí, fue gobernadora del Banco de Israel desde 2013 al 2018. Es la primera mujer gobernadora del Banco de Israel.

## Biografía
Flug nació en Polonia en 1955 y emigró a Israel con sus padres a los tres años de edad. Estudió en la Escuela Secundaria, obtuvo su maestría en Economía en la Universidad Hebrea de Jerusalén en 1980 y el doctorado en la Universidad de Columbia de Nueva York en 1985, con la tesis titulada "Las políticas gubernamentales en un modelo de equilibrio general del comercio internacional y capital humano".
Flug se unió al Banco de Israel en 1988 y trabajó durante algunos años en el departamento de investigación de la entidad. En 1994-1996, trabajó en el Banco Interamericano de Desarrollo como economista de la investigación, y regresó al Banco de Israel en 1997. Fue nombrada gobernadora adjunta del banco en 2011, y después como gobernadora interina desde julio de 2013, tras la renuncia de Stanley Fischer.
Flug está casada con Saul Lach, jefe del departamento de economía de la Universidad Hebrea, y tiene dos hijos.